# Laguna Honda (Bolivia)
La laguna Honda es una laguna boliviana de agua salada ubicada en el departamento de Potosí, cerca de la frontera con Chile a una altitud de 4.114 metros. 

## Galería

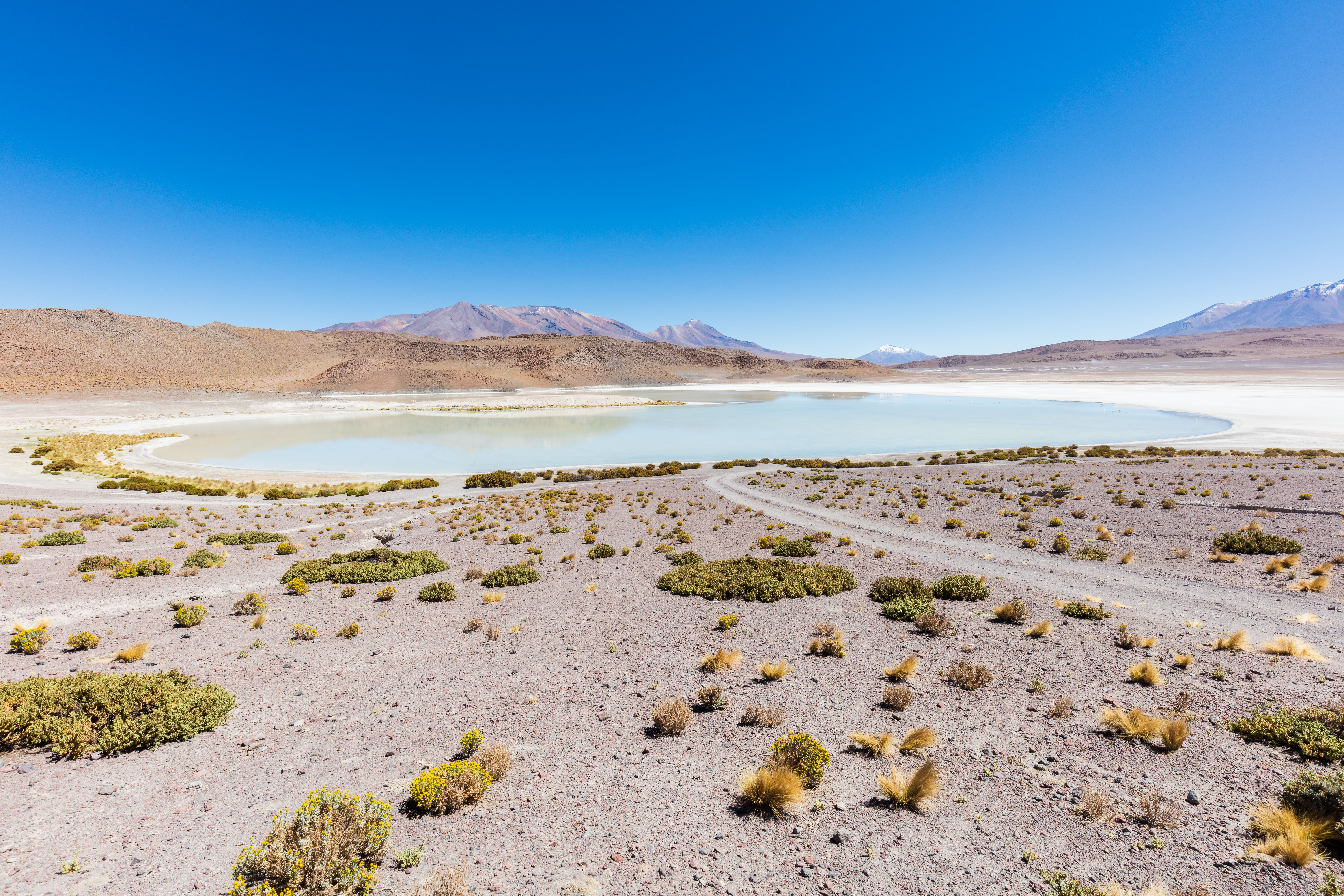
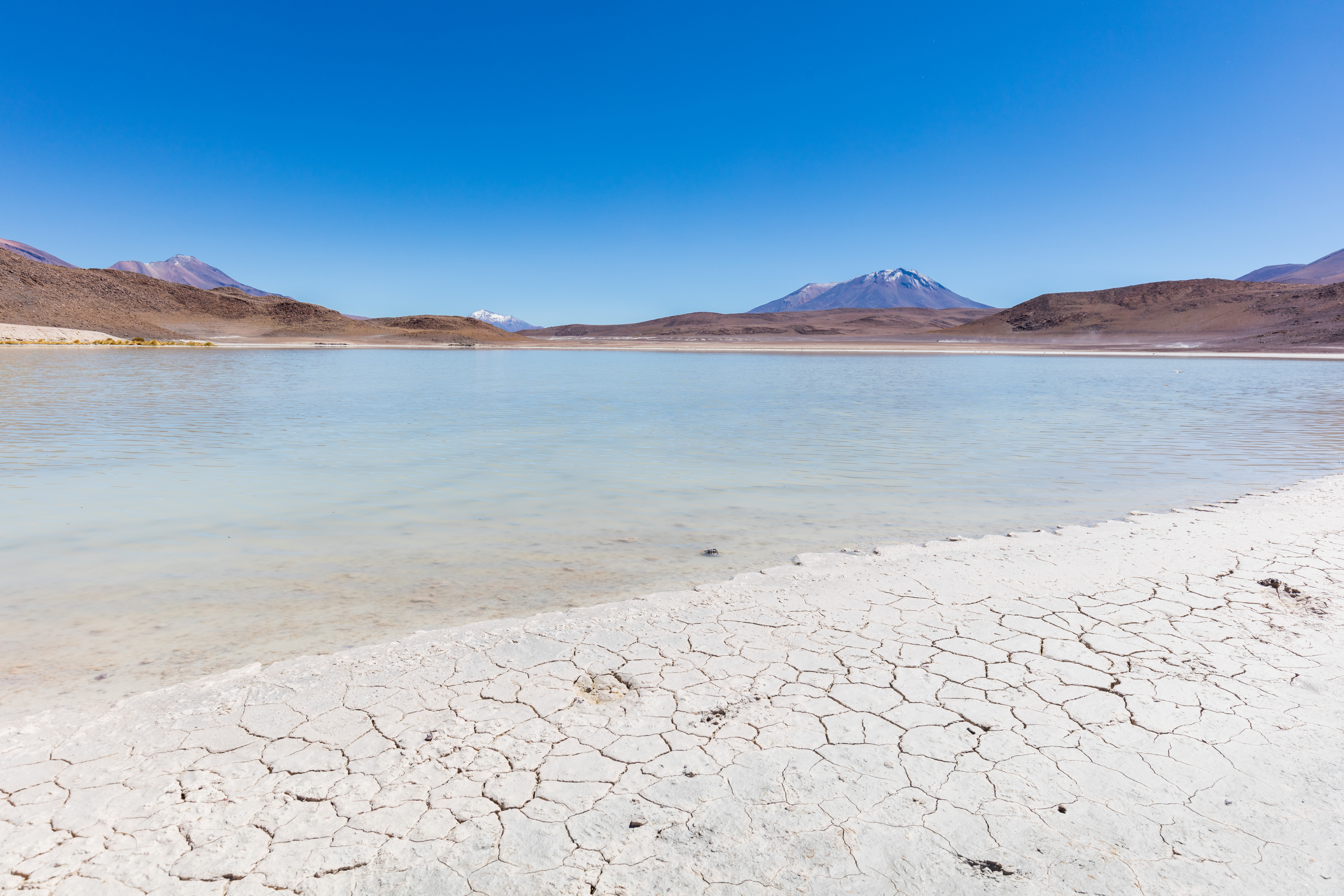
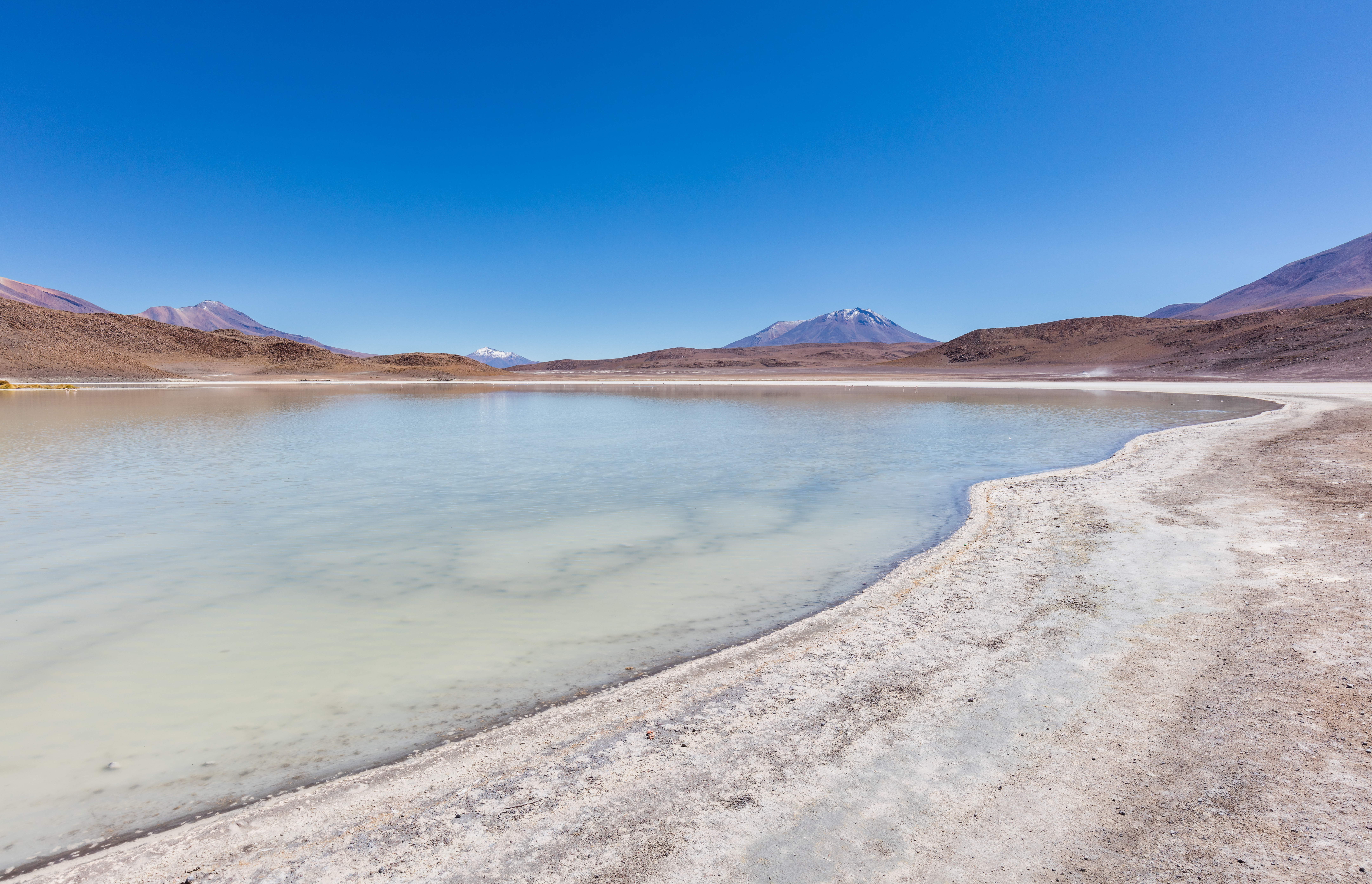
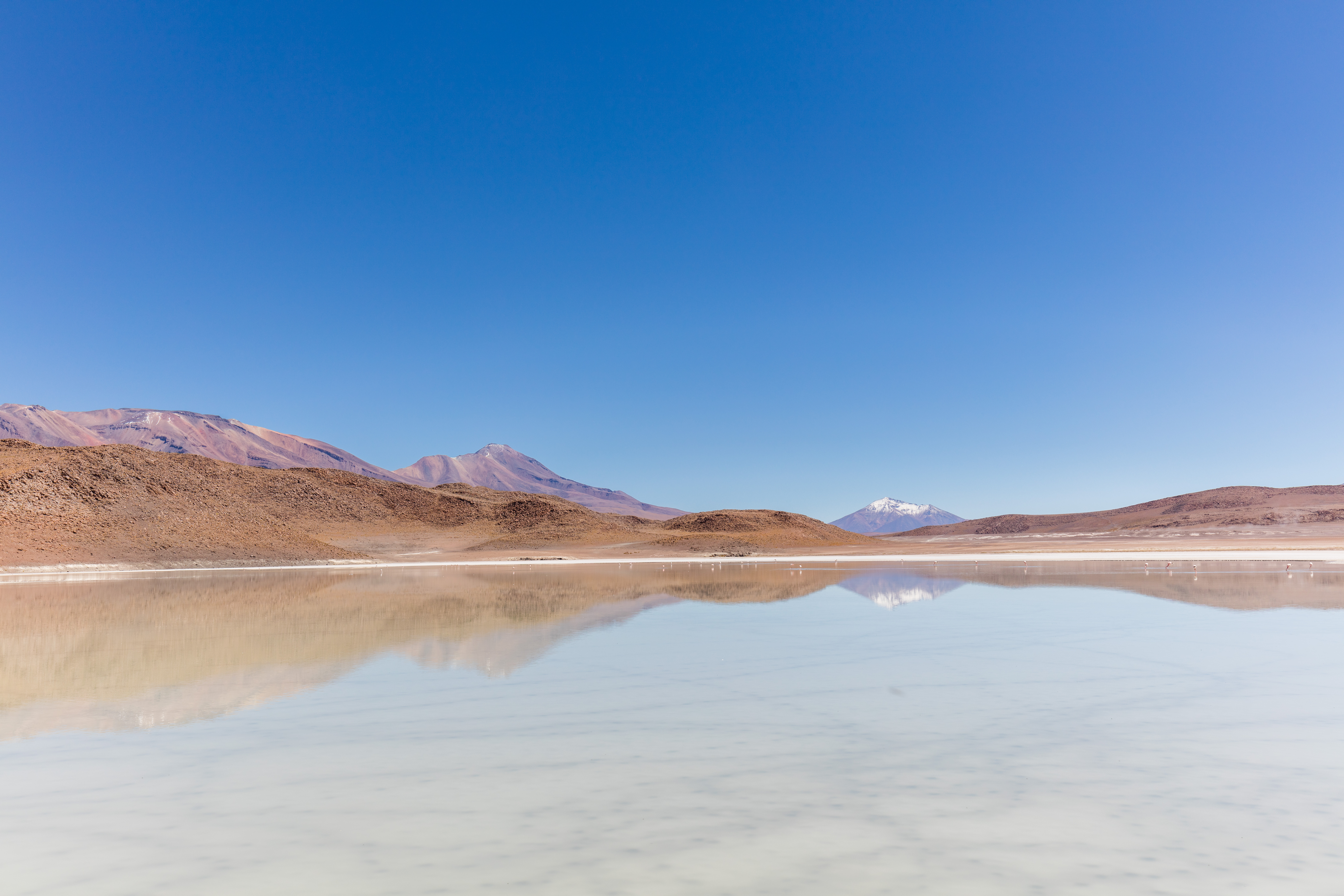
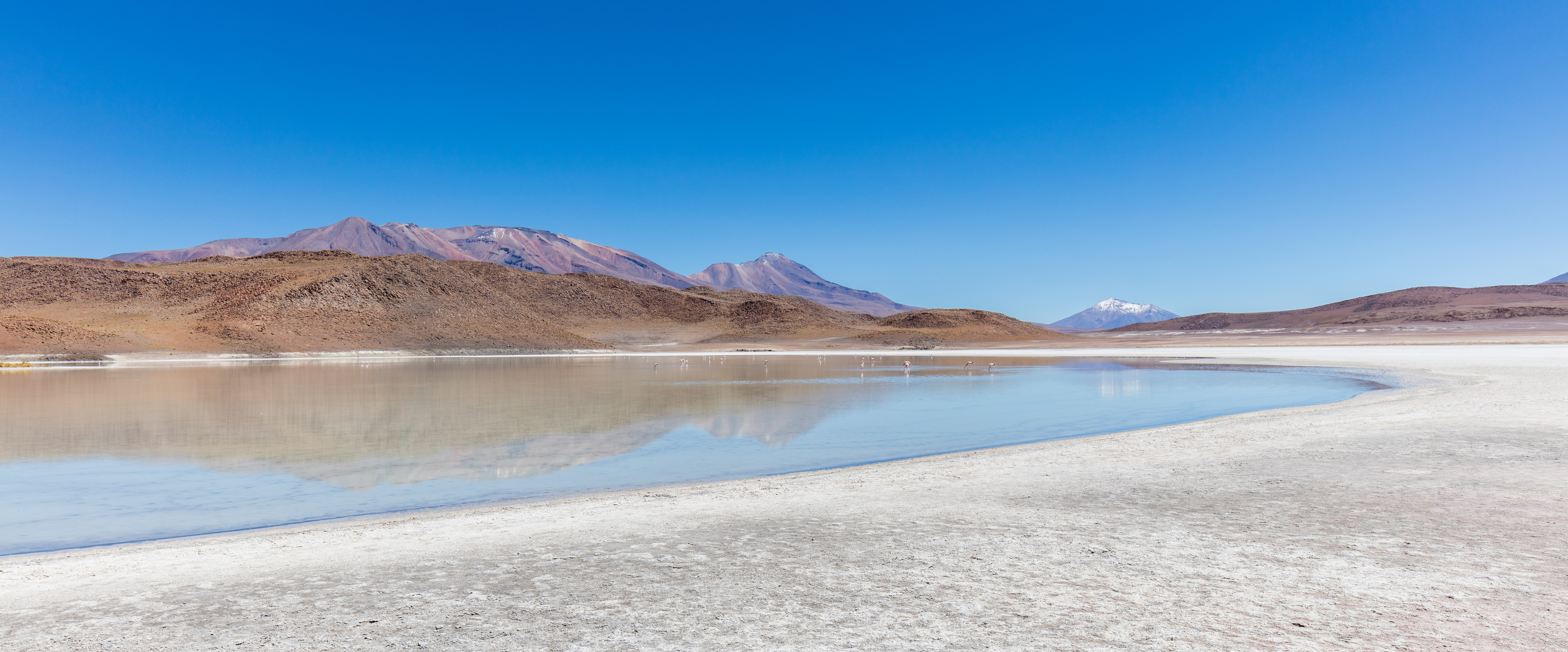